# Rothia watersi
Rothia watersi är en fjärilsart som beskrevs av Butler 1884. Rothia watersi ingår i släktet Rothia och familjen nattflyn. Inga underarter finns listade.